# AVN Award for Best Anal Sex Scene
L'AVN Award for Best Anal Sex Scene è un premio pornografico assegnato agli attori impegnati in una scena anale votata come migliore dalla AVN, l'ente che assegna gli AVN Awards, riconosciuti come i migliori premi del settore (paragonabile al Premio Oscar).
Come per gli altri premi, viene assegnato nel corso di una cerimonia che si svolge a Las Vegas, solitamente nel mese di gennaio, dal 1994.

## Vincitori

### Anni 1990
| Anno      | Vincitori                          | Vincitori                          | Titolo                                             | Titolo                      |
| --------- | ---------------------------------- | ---------------------------------- | -------------------------------------------------- | --------------------------- |
| 1994      | Tiffany Mynx Kitty Yung Randy West | Tiffany Mynx Kitty Yung Randy West | Sodomania 5                                        | Sodomania 5                 |
| 1995      | Sara Jessica Felipé Rocco Siffredi | Sara Jessica Felipé Rocco Siffredi | Bend Over Brazilian Babes 2                        | Bend Over Brazilian Babes 2 |
| Anno      |                                    |                                    |                                                    |                             |
| Vincitori |                                    |                                    |                                                    |                             |
| Film      | Titolo                             | Video                              | Titolo                                             |                             |
| 1996      | Shalimar Rocco Siffredi            | Marquis de Sade                    | Careena Collins Jake Steed                         | Bottom Dweller 33 ⅓         |
| 1997      | Lovette                            | Gregory Dark's Sex Freaks          | Laura Turner Danielle Louise Kelson Rocco Siffredi | Buttman's Bend Over Babes 4 |
| 1998      | Steven St. Croix Dyanna Lauren     | Bad Wives                          | Careena Collins Mark Davis Sean Michaels           | Butt Banged Naughty Nurses  |
| 1999      | Chloe Steve Hatcher Tony Tedeschi  | The Kiss                           | Sean Michaels Samantha Stylle Alisha Klass         | Tushy Heaven                |

### Anni 2000
| Anno |                                        |                           |                                 |                                      |
| Anno | Vincitori                              | Vincitori                 | Vincitori                       | Vincitori                            |
| Anno | Film                                   | Titolo                    | Video                           | Titolo                               |
| ---- | -------------------------------------- | ------------------------- | ------------------------------- | ------------------------------------ |
| 2000 | Chloe Chris Cannon                     | Breaking Up               | Anastasia Blue Lexington Steele | Whack Attack 6                       |
| 2001 | Inari Vachs Randy Spears               | Facade                    | Kristi Myst                     | In The Days of Whore                 |
| 2002 | Nicole Sheridan Voodoo                 | Taboo 2002                | Janice                          | Animal Trainer 5                     |
| 2003 | Kate Frost Rocco Siffredi              | The Fashionistas          | Jewel De'Nyle Lexington Steele  | Babes In Pornland: Interracial Babes |
| 2004 | Non assegnato                          | Non assegnato             | Katsuni Gissele Michael Stefano | Multiple P.O.V.                      |
| 2005 | Non assegnato                          | Non assegnato             | Katsuni Lexington Steele        | Lex Steele XXX 3                     |
| 2006 | Audrey Hollander Otto Bauer            | Sentenced                 | Katsuni Manuel Ferrara          | Cumshitters                          |
| 2007 | Jada Fire Sandra Romain Brian Surewood | Manhunters                | Amy Ried Vince Vouyer           | Breakin' 'Em In                      |
| 2008 | Chelsie Rae Tyler Knight               | The Craving               | Bree Olson Brandon Iron         | Big Wet Asses 10                     |
| Anno | Vincitori                              | Vincitori                 | Titolo                          | Titolo                               |
| 2009 | Sunny Lane Manuel Ferrara              | Sunny Lane Manuel Ferrara | Big Wet Asses 13                | Big Wet Asses 13                     |

### Anni 2010
| Anno | Vincitori                      | Titolo                    |
| ---- | ------------------------------ | ------------------------- |
| 2010 | Sasha Grey Erik Everhard       | Anal Cavity Search 6      |
| 2011 | Asa Akira Manuel Ferrara       | Asa Akira Is Insatiable   |
| 2012 | Asa Akira Nacho Vidal          | Asa Akira Is Insatiable 2 |
| 2013 | Brooklyn Lee Manuel Ferrara    | Oil Overload 7            |
| 2014 | Anikka Albrite Mick Blue       | Anikka                    |
| 2015 | Adriana Chechik Manuel Ferrara | Internal Damnation 8      |
| 2016 | Riley Reid Mick Blue           | Being Riley               |
| 2017 | Megan Rain Manuel Ferrara      | Anal Models               |
| 2018 | Lana Rhoades Markus Dupree     | Anal Savages              |
| 2019 | Angela White Rocco Siffredi    | I Am Angela               |

### Anni 2020
| Anno | Vincitori                   | Titolo                                      |
| ---- | --------------------------- | ------------------------------------------- |
| 2020 | Emily Willis Ramón Nomar    | The Anal Awakening                          |
| 2021 | Jane Wilde Rocco Siffredi   | Rocco's Back to America for More Adventures |
| 2022 | Gianna Dior Mick Blue       | Psychosexual Part 2                         |
| 2023 | Angela White Manuel Ferrara | Florentine Part 1 / If It Feels Good 3      |
| 2024 | Vanna Bardot Maximo Garcia  | Influence: Vanna Bardot - Part 1            |
| 2025 | Anna Claire Clouds Zac Wild | Slutty When Wet                             |